# Joëlle Écormier
 (mars 2024).
 (mars 2024).
Joëlle Écormier est une femme de lettres française née le 31 mars 1967 au Tampon à La Réunion. Auteure de textes qu'elle écrit pour elle-même durant sa jeunesse, elle est mère au foyer sur son île natale lorsqu'elle participe à une expérience littéraire lancée par France Loisirs en 1998, la rédaction d'un roman dont les premières pages sont signées par Yann Queffélec, les suivantes étant choisies parmi les envois d'internautes. La sélection de sa proposition pour le deuxième chapitre de cette fiction collaborative qui paraît en 1999 sous le titre 30 jours à tuer conduit la jeune femme à se lancer dans le métier d'écrivain.
Publié par l'éditeur réunionnais Azalées Éditions en 2000, le premier roman qu'elle écrit seule, Le Grand Tamarinier, met en scène un enfant et amorce un glissement vers la littérature pour la jeunesse qu'elle poursuit avec son deuxième titre, un conte illustré par les dessins de sa fille. De fait, après 2003 et la parution de son second roman, Plus léger que l'air, Joëlle Écormier, désormais publiée par Océan Éditions, se consacre aux ouvrages pour les plus petits, qu'elle tente de moderniser en évitant les motifs folklorisants de la culture réunionnaise. Ce n'est qu'en 2009 qu'elle revient à des titres sans images en publiant un recueil de nouvelles pour adolescents, Je t'écris du pont, et surtout son troisième roman, Le Petit Désordre de la mer, primé la même année au Festival du livre et de la bande dessinée, à Saint-Denis.

## Biographie

### Jeunesse et parcours avant de publier
Joëlle Écormier naît en 1967 au Tampon, une commune du sud de l'île française de La Réunion. Très jeune, elle écrit pour elle-même des textes qu'elle ne publie pas  et passe un baccalauréat littéraire au terme de sa scolarité.
Voulant parler anglais au quotidien, elle s'inscrit, à l'université, en première année de DEUG anglo-américain mais, déçue, abandonne rapidement ses études. Elle obtient néanmoins un diplôme de guide-interprète qui lui permet de pratiquer la langue auprès de touristes anglophones. Le parcours de Joëlle Écormier, qui écrit toujours de façon confidentielle, l'amène alors à vivre à Cherbourg puis Toulouse. Elle devient par ailleurs mère de deux enfants qu'elle élève pendant dix ans avant de réintégrer le monde du travail comme vendeuse dans une grande librairie.

### 30 jours à tuer

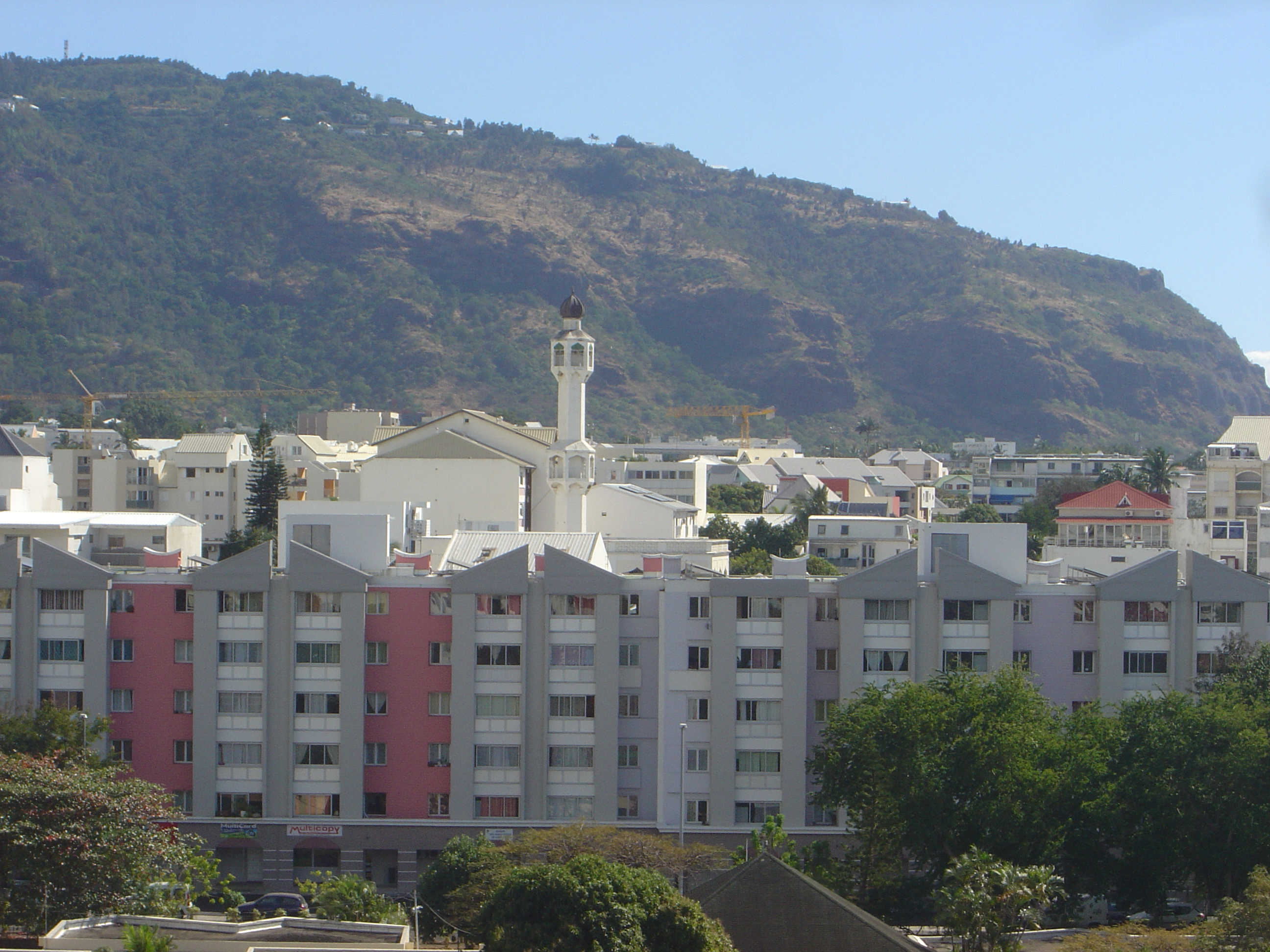
Vue de Saint-Denis avec au second plan le rempart de La Montagne, quartier où Joëlle Écormier a écrit le deuxième chapitre de 30 jours à tuer.

Revenue à La Réunion, et habitant désormais La Montagne, un quartier du chef-lieu, Saint-Denis, elle est à nouveau femme au foyer lorsqu'elle participe à un projet littéraire original lancé par France Loisirs dans le courant de l'année 1998; la rédaction d'un roman dont le chapitre liminaire est signé par l'écrivain Yann Queffélec, les suivants étant choisis parmi les envois faits par des internautes anonymes. Dans leur proposition, ces derniers doivent développer l'intrigue telle qu'elle a été initiée par l'auteur des Noces barbares, lauréat du prix Goncourt en 1985. Or, Queffélec, qui s'est inspiré d'une actualité récente aux États-Unis, a imaginé l'histoire de Clara Turner, une jeune Américaine qui, condamnée à mort pour avoir tué son professeur de violon, se voit accorder par le gouverneur de l'État un sursis de trente jours. Ce qu'elle va faire de ces trente jours doit être le sujet du roman, dont le premier chapitre est diffusé sur le site Internet de France Loisirs.
Joëlle Écormier, dans le texte qu'elle soumet pour le deuxième chapitre, choisit de donner corps au personnage de l'avocat de Clara, M. Hopeking. En outre, elle imagine la stratégie que la jeune femme met en place pour échapper à sa mort, programmée dans un mois plus tard. Séduit, le jury adopte le texte de la Réunionnaise, qui devient dès lors la version officielle à partir de laquelle doivent composer les internautes proposant un troisième chapitre. Après elle, il retient la proposition de Marceline Breton, rédactrice et maquettiste free-lance travaillant à Hanovre pour des éditeurs allemands de matériel pédagogique en français, puis celles de Patrice Sickersen, responsable technique chez France Télécom vivant en France métropolitaine à Verrières-le-Buisson, de Christophe Tissier, créateur de sites Internet habitant Antony, de Louis-Olivier Dupin, un Grenoblois travaillant comme agent de maîtrise dans une entreprise de transports, et enfin de Christophe Sancy, publicitaire à Tervuren, en Belgique. Trente jours à tuer, qualifié de « premier roman créé sur Internet » paraît en 1999 après que quelques modifications ont été apportées aux différents chapitres en vue d'augmenter la cohérence entre les écrits des sept auteurs. La diffusion est assurée, en exclusivité, par France Loisirs. Encouragée par cette expérience, Joëlle Écormier se lance dans le métier d'écrivain.

### Premiers romans écrits seule

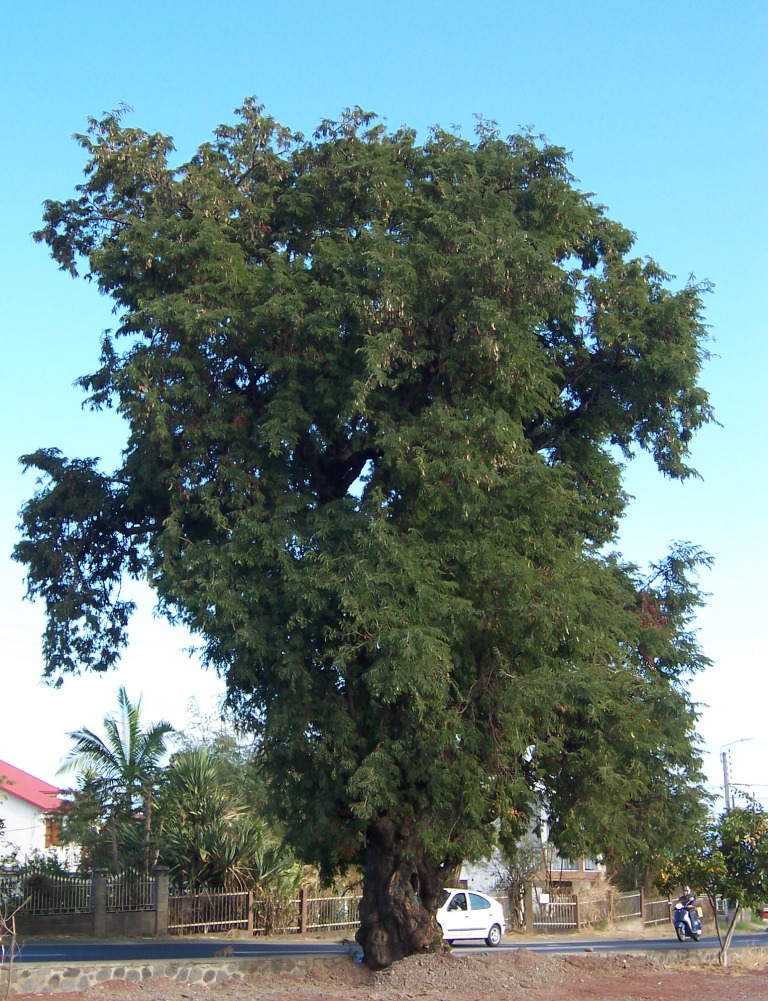
Un spécimen réunionnais de tamarinier, l'arbre qui donne son titre au Grand Tamarinier, paru en 2000.

Après avoir été rejeté par plusieurs éditeurs, qui estiment qu'il ne correspond pas au format de leurs collections, le premier roman écrit par Joëlle Écormier seule paraît en 2000 aux Éditions Azalées, une maison d'édition réunionnaise. Intitulé Le Grand Tamarinier, il traite de l'histoire d'un petit garçon appelé Louis qui, battu par son père alcoolique, trouve la force de se révolter pour entamer un voyage aux frontières de l'imaginaire. Empruntant au conte, et lisible par tous les publics, l'intrigue le met au contact d'un arbre, un tamarinier, auprès duquel il se reconstruit. Guidé par les conseils de celui-ci, le héros part à la recherche du secret qui lui permettra de trouver enfin la sérénité de l'enfance. Entre-temps, il rencontre de nombreux animaux du bestiaire réunionnais, entre autres une tortue, un caméléon, une papangue, un rat, un dauphin ou un paille-en-queue qui lui apprend à voler. D'après Eva Baquey, auteur d'une thèse de doctorat sur la littérature d'enfance et de jeunesse réunionnaise, ce fait est relativement important car Békali permet au héros, d'un point de vue métaphorique, de passer du monde de l'enfance à l'âge adulte. L'ouvrage est illustré de photographies mettant en scène le fils de Joëlle Écormier dans le rôle du héros. Elles ont été prises par son mari Gilles.
La même année, toujours chez le même éditeur, la femme de lettres publie un conte pour enfants, La Petite Fleur et le soleil, qu'elle illustre cette fois avec des dessins de sa fille de dix ans, Marie. Une question de cette dernière formulée alors qu'elle n'est âgée que de quatre ans est à l'origine de l'ouvrage : « Et si un jour le soleil ne se levait pas ? ». Aussi, l'histoire, qui se déroule à La Réunion, et qui est racontée par un vieux tournesol, traite des aventures d'une petite fleur pure qui cherche à faire sortir de son lit le Soleil, lequel a décidé, un matin, de ne plus se lever. L'ouvrage n'est distribué, en vente directe, qu'à l'île de La Réunion. De fait, l'auteur s'est sentie obligée d'écrire la fin en créole réunionnais pour pouvoir être publiée. L'histoire est adaptée, l'année de sa sortie, en une comédie musicale par l'auteur du conte et Michèle Millasseau, qui écrivent ensemble sept chansons originales. Le spectacle est joué à l'école Philippe-Vinson de La Montagne le 30 juin 2000.
Le deuxième roman de Joëlle Écormier paraît en 2003, année à partir de laquelle elle est chargée de la promotion de l'écriture à la médiathèque de Saint-Denis, la Maison de la Communication François-Mitterrand, ce qui l'amène à animer des ateliers d'écriture en milieu scolaire ou autres[Quoi ?]. Plus léger que l'air a pour personnage principal Joséphine, une jolie publicitaire sur le point de se marier lorsqu'une lettre provenant de La Réunion la contraint à rentrer sur son île natale pour régler une succession. Ce voyage la confronte à des personnages de son enfance. Pour Livranoo, librairie en ligne qui commercialise l'ouvrage, « Joëlle Écormier signe un roman vif, rythmé, qui se lit d'une traite », le parcours de l'héroïne étant « une belle leçon de vie dont on ressort plus léger ». De fait, l'ouvrage fait partie des quelques rares titres de la littérature réunionnaise cités sous la rubrique correspondante des guides touristiques en langue anglaise que Lonely Planet consacre à La Réunion, à Maurice et aux Seychelles en 2004 et 2007. Il a bénéficié de la participation d'Andy Le Sauce, un apnéiste auteur de plusieurs records du monde installé dans l'île depuis plusieurs années.

### Inauguration d'une collection jeunesse

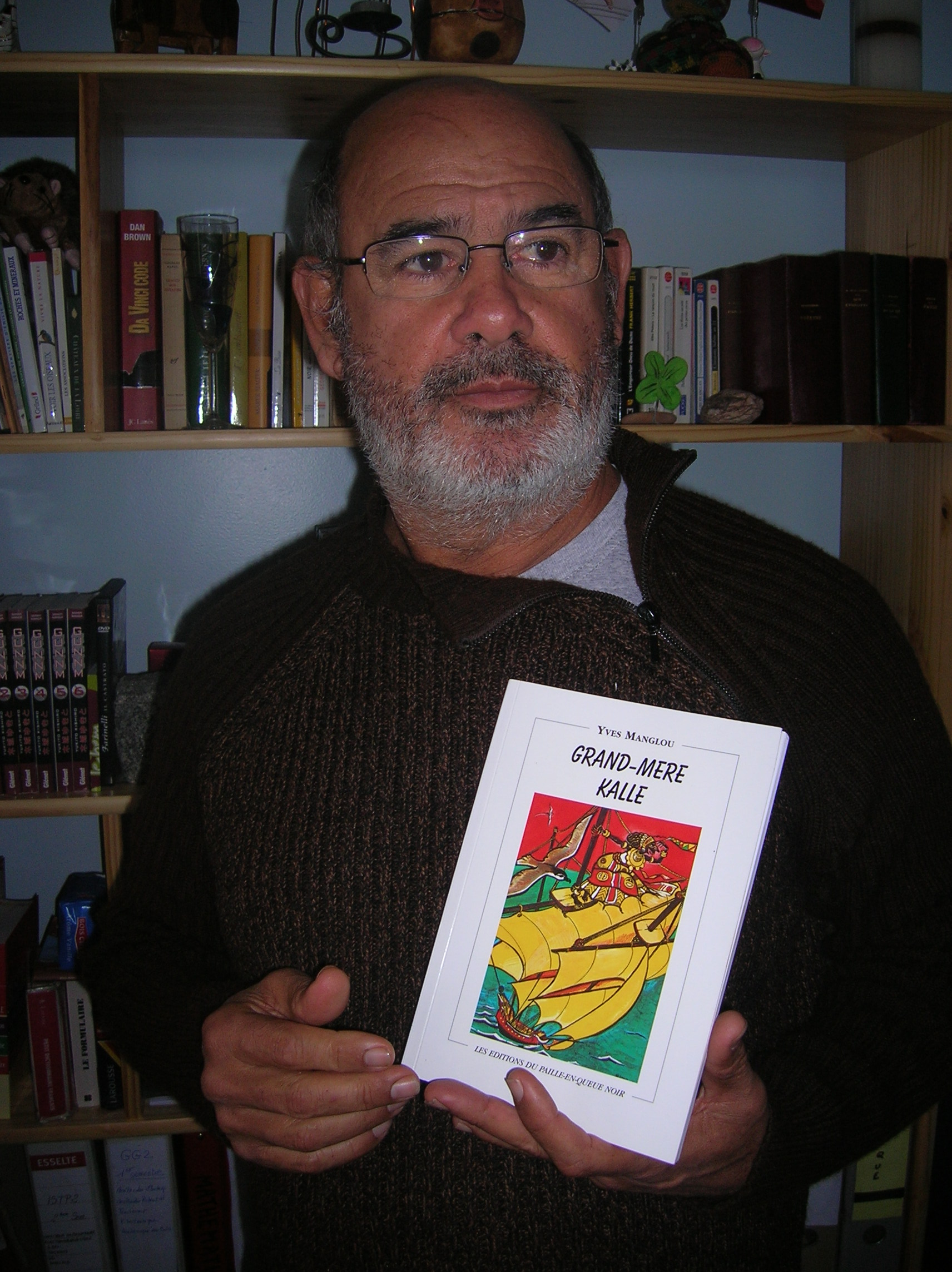
Portrait d'Yves Manglou présentant un ouvrage de jeunesse sur Grand-mère Kalle, personnage de la culture réunionnaise que Joëlle Écormier met en scène dans Mais que fait grand-mère Kalle ? et Sur les Terres de Grand-mère Kalle.

Admiratrice du Petit Prince d'Antoine de Saint-Exupéry, Joëlle Écormier entame en 2006 une période de trois années durant laquelle elle publie une quinzaine de titres relevant de la littérature enfantine. Passée chez Océan Éditions, autre éditeur réunionnais, elle fait d'abord paraître N'oublie pas que je m'appelle Octavie. Illustré par Modeste Madoré, l'album, qui s'adresse aux enfants à partir de six ans, raconte l'histoire d'un couple de pieuvres, Octavie et Octébo, qui ont des aspirations contradictoires, Octavie voulant devenir une grande « pieuvrologue » et Octébo ne pensant qu'à fonder une grande famille.
La même année, dans la même collection, et s'adressant à la même tranche d'âge, Joëlle Écormier publie également Le Pays Dézétoiles, illustré par Laure Seabra, puis Mais que fait grand-mère Kalle ?, illustré par Nathalie Millet. Le premier titre met en scène, au pays Dézétoiles, une petite « zétoile », Tizétoile, qui ne sait pas comment briller parmi tant d'autres. Le second met en scène un personnage emblématique de la culture réunionnaise, la sorcière Grand-mère Kalle, en prétendant faire découvrir aux jeunes lecteurs ayant trois ans ou plus son quotidien dans la région du volcan, le Piton de la Fournaise. Ces trois titres constituent les premiers ouvrages de jeunesse édités par Océan Éditions; qui inaugure par cette occasion sa collection Océan Jeunesse. Ils valent par ailleurs à Joëlle Écormier d'être la marraine de la deuxième édition du Festival du livre et de la bande dessinée, qui s'est tenu cette année-là dans la commune du Port.
Le principe de Mais que fait grand-mère Kalle ? sera repris par l'écrivain en 2008 avec deux autres ouvrages, l'un sur le quotidien de La Buse, pirate célèbre de l'histoire de La Réunion et de l'océan Indien,, l'autre sur le quotidien du dodo, cet oiseau endémique de Maurice disparu dans le monde réel. D'après l'éditeur, « dans cette série, l'auteur s'amuse à dévoiler la face cachée de légendes ou de personnages célèbres d'ici ou d'ailleurs ». Ce faisant, selon Joëlle Écormier elle-même, elle s'efforce d'éviter les motifs folklorisants de la culture réunionnaise et de sa littérature infanto-juvénile en se dispensant du personnage typique qu'est, estime-t-elle, le petit tangue vivant sur son volcan.

### Nouveaux titres illustrés
Joëlle Écormier signe en 2006 et 2007, le scénario de deux albums des Aventures de Tikoulou, une série pour enfants mettant en scène un jeune garçon de l'île Maurice, Tikoulou, qui sont publiés par la maison d'édition Vizavi, basée à Port-Louis. Le premier, Sur les Terres de Grand-Mère Kalle, évoque à nouveau le personnage de grand-mère Kalle dans le paysage volcanique de La Réunion : en vacances sur l'île, le héros tombe amoureux d'une petite Réunionnaise et se met en tête de rencontrer la sorcière pour la convaincre de rendre la parole à sa jeune amie, qui est muette. La sortie de ce titre est saluée par la presse écrite mauricienne, notamment par L'Express, qui estime l'histoire « surprenante de simplicité et de poésie ». Elle est d'ailleurs traduite en anglais par Lindsey Collen. L'autre album, La Piste des Diyas, met à nouveau en scène le personnage de la jeune fille rousse.
En 2007, Joëlle Écormier fait par ailleurs paraître Un fil rouge pour le père Noël, qui raconte l'histoire d'un petit Métropolitain qui, désormais installé à La Réunion avec ses parents, commence par regretter ses Noëls blancs puis décide de créer un fil rouge avec des éléments de l'environnement réunionnais pour guider le père Noël jusqu'à son nouveau domicile. La même année, Lundi, petit Gaston sera grand met en scène un autre garçon qui craint quant à lui la rentrée scolaire,. Enfin, Joëlle Écormier fait paraître Ticoulitintin, un livre illustré accompagné d'un CD comprenant des berceuses typiques de la musique réunionnaise, ici chantées par le groupe Pat'Jaune. D'après le quotidien Témoignages, les ventes de ce titre sont marginales, en août 2009, dans l'une des principales librairies du centre-ville Saint-Denis.
En 2008, La Chose bizarre traite d'un jeune garçon, Oscar, qui découvre une chose étrange dans son jardin. Il s'en inquiète, se brûle à son contact avant de finalement comprendre qu'il s'agit d'un volcan,. Complètement zébré, la même année, marque une nouvelle collaboration avec Modeste Madoré pour un album « caustique et drôle » dont l'histoire se déroule dans la savane et met en scène un zèbre prêt à tout pour suivre la mode et abandonner les rayures à la suite de ses congénères,. Enfin, illustré par Éloïse Faure, native de Madagascar qui a travaillé à Avignon, Le Chapeau de l'île est un voyage entre les différentes îles à la suite d'un chapeau qui flotte sur la mer.

### Retour au roman

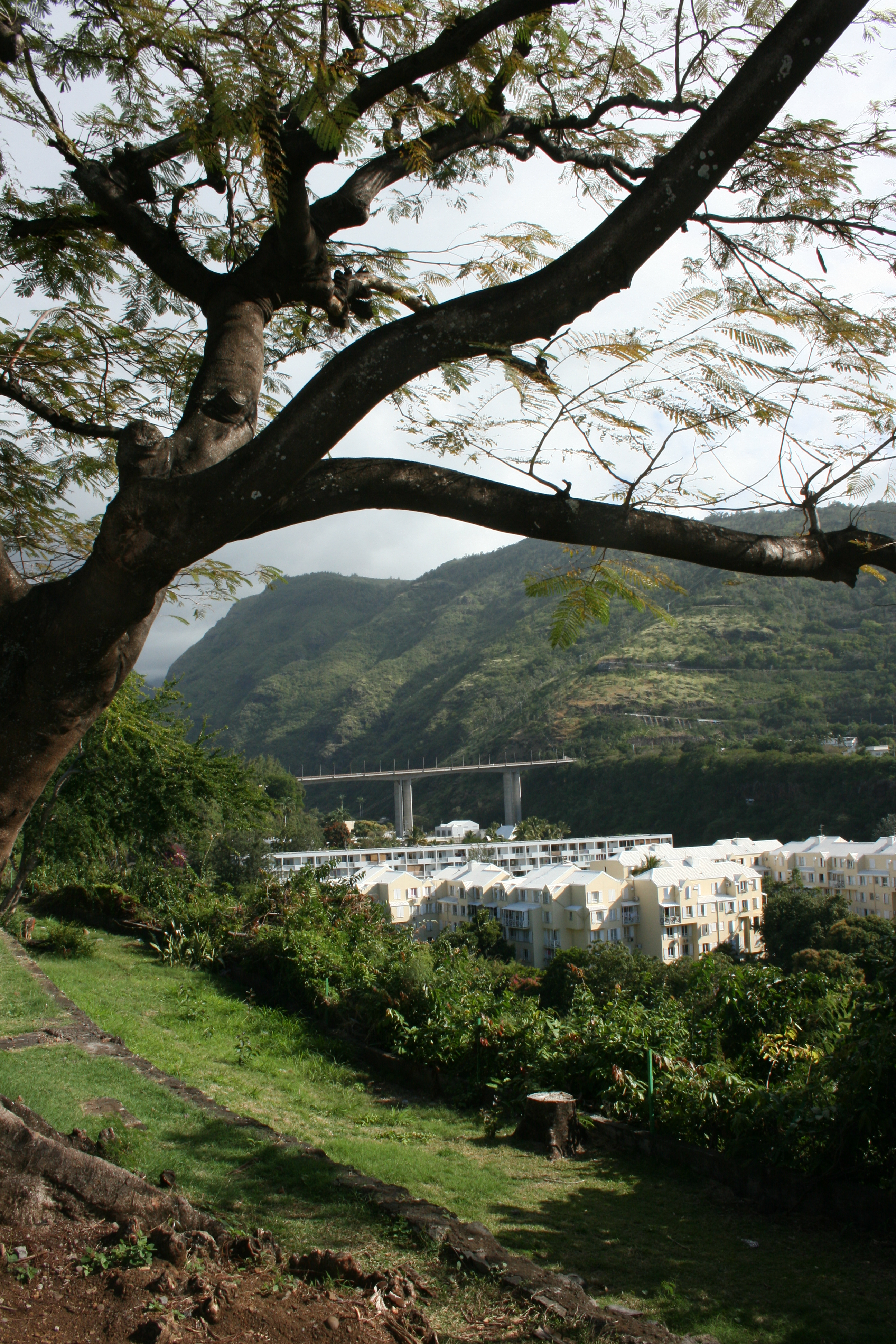
Vue du pont Vinh-San, qui donne son titre au recueil de nouvelles Je t'écris du pont.

En 2009, Joëlle Écormier publie chez un éditeur métropolitain basé à Urville-Nacqueville, Motus, un petit ouvrage intitulé La Pêche aux mots. Dans celui-ci, illustré par des dessins sobres de sa main, conformément aux prescriptions de la collection, elle raconte « l'acte d'écrire, avec son exigence, la concentration et la solitude qu'il appelle » Si cette année la voit donc essayer le dessin, elle marque aussi, de fait, son retour à des ouvrages sans images et développant davantage de texte.
Il y a d'abord Je t'écris du pont, un recueil de nouvelles pour adolescents paru chez Océan Éditions. La nouvelle qui donne son titre à l'ouvrage raconte l'histoire de Thomas, seize ans, qui vient tous les jours, après le lycée, sur le pont Vinh-San, un pont de Saint-Denis sur la rivière Saint-Denis, écrire sur des feuilles à petits carreaux qu'il déchire ensuite et jette au vent,.
Joëlle Écormier publie enfin son troisième roman, Le Petit Désordre de la mer, à l'occasion du Festival du livre et de la bande dessinée, dont la sixième édition se tient à Saint-Denis en décembre 2009. Il paraît en exclusivité[pas clair], ce qui lui vaut de remporter le prix du roman de ce festival,. Quelques jours plus tard, le 17, Le Quotidien de La Réunion propose Joëlle Écormier parmi les vingt-cinq personnalités réunionnaises de l'année 2009. Enfin, Le Petit désordre de la mer reçoit le prix de la fiction au douzième salon du livre insulaire d'Ouessant en août 2010.

## Prix et distinctions
- Prix du roman 2009 du Festival du livre et de la bande dessinée pour Le Petit Désordre de la mer
- Prix de la fiction 2010 au douzième salon du livre insulaire d'Ouessant pour Le Petit Désordre de la mer
- Prix Paille en Queue 2010, Niveau 3e/2de[46] du Salon du Livre jeunesse de l'océan Indien,  pour Je t'écris du pont
- Prix Paille en Queue 2012, Niveau PS/MS[47] du Salon du Livre jeunesse de l'océan Indien, pour Mais que fait le loup ?, illustrations de Michel Boucher
- Prix Paille en Queue 2012, Niveau CE2/CM1[47]du Salon du Livre jeunesse de l'océan Indien, pour Le Roi Martin, illustrations de Modeste Madoré
- Prix Paille en Queue 2012, Niveau 3e/2de[47]du Salon du Livre jeunesse de l'océan Indien, pour Un papillon sauvage
- Prix Paille en Queue 2014, niveau CM2/6e[48] du Salon du Livre jeunesse de l'océan Indien,  pour Enzo, 11 ans, sixième 11
- Prix Vendredi 2021 mention spéciale, pour Kô[49].

## Œuvres
- 30 jours à tuer, avec Yann Queffélec et al., Paris, France Loisirs, 1999  (ISBN 2-7441-2206-8).
- Le Grand Tamarinier, postfacé par Frédéric Paulus, Sainte-Marie, Azalées Éditions, 2000  (ISBN 2-913-158-20-X).
- La Petite Fleur et le soleil, avec Marie Écormier, Sainte-Marie, Azalées Éditions, 2000  (ISBN 2-913158-36-6).
- Plus léger que l'air, Sainte-Marie, Azalées Éditions, 2003  (ISBN 2-913158-79-X).
- N'oublie pas que je m'appelle Octavie, avec Modeste Madoré, Saint-André, Océan Éditions, 2006  (ISBN 2-916533-10-9).
- Le Pays Dézétoiles, avec Laure Seabra, Saint-André, Océan Éditions, 2006  (ISBN 2-916533-11-7).
- Mais que fait grand-mère Kalle ?, avec Nathalie Millet, Saint-André, Océan Éditions, 2006  (ISBN 2-916533-12-5).
- Sur les Terres de Grand-Mère Kalle, avec Henry Koombes, Port-Louis, Éditions Vizavi, 2006  (ISBN 99903-37-46-2).
- Un Fil rouge pour le père Noël, avec Floàfleur, Saint-André, Océan Éditions, 2007  (ISBN 978-2-916533-28-5).
- Lundi, petit Gaston sera grand, avec Nimbus, Saint-André, Océan Éditions, 2007  (ISBN 978-2-916533-29-2).
- Ticoulitintin : chansons et berceuses de la Réunion, avec François Gonthier et Pat'Jaune, Saint-André, Océan Éditions, 2007  (ISBN 978-2-91653334-6).
- La Piste des Diyas, avec Henry Koombes, Port-Louis, Éditions Vizavi, 2007  (ISBN 99903-37-51-9).
- Mais que fait la Buse ?, avec Nathalie Millet, Saint-André, Océan Éditions, 2008  (ISBN 978-2-916533-39-1).
- La Chose bizarre, avec Gabrielle Manglou, Saint-André, Océan Éditions, 2008  (ISBN 978-2-916533-40-7).
- Mais que fait le dodo ?, avec Nathalie Millet, Saint-André, Océan Éditions, 2008  (ISBN 978-2-916533-53-7).
- Complètement zébré, avec Modeste Madoré, Saint-André, Océan Éditions, 2008  (ISBN 978-2-916533-51-3).
- Le Chapeau de l'île, avec Éloïse Faure, Saint-André, Océan Éditions, 2009  (ISBN 978-2916-533-69-8).
- La Pêche aux mots, Urville-Nacqueville, Motus, 2009  (ISBN 978-2-907354-95-0).
- Je t'écris du pont, Saint-André, Océan Éditions, 2009  (ISBN 978-2-916533-60-5).
- Le Petit Désordre de la mer, Saint-André, Océan Éditions, 2009  (ISBN 978-2916-533-83-4).
- Mais que fait le loup ?, illustrations de Michel Boucher, Saint-André (Réunion) : Océan jeunesse, 2010
- Le Roi Martin, illustrations de Modeste Madoré, Saint-André (Réunion) : Océan jeunesse, 2010
- Un papillon sauvage, éd. Océan, 2011
- Théodore, le passager du rêve, Océan Éditions, 2013
- Enzo, 11 ans, sixième 11, Nathan, 2013
- Kô, Zebulo éditions, 2020  (ISBN 979-10-96163-17-5)
- Ishka: et l'oiseau bleu extraordinaire qui a trouvé comment faire pour grandir d'un seul coup, Édition à la gomme, 2021
- Cher.e moi, lettres à l'ado que j'étais, lettres à l'adulte que je serai, Nouvelles, le Seuil, 2022
- Occupé! Le Seuil, Collection le Grand Bain, 2024[50]